# Емпајер (Мичиген)
Емпајер (енгл. Empire) град је у америчкој савезној држави Мичиген.

## Демографија
По попису из 2010. године број становника је 375, што је 3 (-0,8%) становника мање него 2000. године.
| Група             | 2000.       | 2010.       |
| Белци             | 374 (98,9%) | 369 (98,4%) |
| Афроамериканци    | 0 (0,0%)    | 0 (0,0%)    |
| Азијати           | 1 (0,3%)    | 0 (0,0%)    |
| Хиспаноамериканци | 0 (0,0%)    | 3 (0,8%)    |
| Укупно            | 378         | 375         |